# Carmen Vásquez
Carmen Inés Vásquez Camacho (Buenaventura, Valle del Cauca; 1963) es una abogada colombiana egresada de la Universidad Libre Seccional Cali en derecho, designada como Ministra de Cultura de Colombia en 2018 por el presidente Iván Duque Márquez.

## Biografía
Carmen Inés Vásquez Camacho nació en Buenaventura, es abogada de la Universidad Libre de Cali, en finalización de estudios en maestría en Derechos Humanos, maestría en Derecho Administrativo, especialista en Derecho Constitucional y especialista en Relaciones Internacionales.
Se ha desempeñado como Ministra Plenipotenciaria de la Misión de Colombia ante la OEA, Embajadora de Colombia en Uruguay, Viceministra para la Participación e igualdad de derechos del Ministerio del Interior, Contralora delegada para el sector Defensa, Justicia y Seguridad, Secretaria Privada de la Contraloría General de la República, Asesora etno-jurídica del ministerio del Interior.[2]
Fue asesora de la Secretaría de Salud de Cundinamarca, jefe de la oficina jurídica del extinto Instituto Colombiano de Energía Eléctrica (Icel) y directora administrativa y jurídica de la Cámara de Comercio de Buenaventura.[3]

### Trayectoria en Derechos Humanos
Vásquez Camacho siempre se ha desempeñado en cargos donde asume la defensa de los Derechos Humanos, especialmente en la defensa de las comunidades étnicas y las poblaciones vulnerables, poblaciones afro,indígenas, palenqueras, raizales, comunidad LGBTI+, personas en situación de discapacidad y mujeres.
Desempeñó diversos cargos en entidades gubernamentales y organizaciones no gubernamentales, donde su labor se centró en la defensa de los derechos de las comunidades con mayores necesidades.

### Viceministra para la Participación e Igualdad de Derechos
En 2016, Carmen Inés Vásquez fue nombrada Viceministra para la Participación e Igualdad de Derechos del Ministerio del Interior de Colombia. En este cargo, lideró iniciativas destinadas a promover la igualdad de derechos y la participación activa de diversas comunidades en el ámbito político y social del país.

### Ministra de Cultura
El 7 de agosto de 2018, Vásquez Camacho fue nombrada Ministra de Cultura. Durante su gestión, que se extendió hasta el 13 de agosto de 2020, impulsó políticas culturales enfocadas en el fortalecimiento del patrimonio cultural, la promoción de las artes y la cultura en las regiones, su legado desde la cartera de cultura se basó en la transformación cultural del país desde las regiones.
Además se destacó por trabajar en pro del apoyo a los creadores y gestores culturales en todo el país. Uno de los logros significativos de su mandato fue la implementación de programas para la preservación y difusión de las culturas tradicionales y populares de Colombia.

### Embajadora de Colombia de Uruguay
Cómo representante de Colombia ante la República Oriental de Uruguay tuvo la responsabilidad de ejecutar la política exterior del país en materia de relaciones bilaterales y multilaterales, siguiendo los lineamientos del Ministerio de Relaciones Exteriores. Además, tuvo que presidir las delegaciones en reuniones bilaterales y multilaterales. Parte de sus funciones incluyeron identificar y dar seguimiento a oportunidades en los ámbitos políticos, económicos y culturales, para promover y ejecutar la política exterior y los intereses de Colombia.

### Ministra Plenipotenciaria de la Misión de Colombia ante la OEA
Durante su trabajo como Ministra Plenipotenciaria de la Misión de Colombia ante la OEA, Vásquez Camacho lideró la creación de la Semana Interamericana para los Afrodescendientes y la Semana Interamericana de los Pueblos Indígenas. Propuestas que fueron bien recibidas por la Organización de Estados Americanos y que contaron con el apoyo de países como Panamá, Perú, México y Bolivia. Hoy en día estas conmemoraciones se celebran anualmente, para destacar y visibilizar la riqueza cultural de mlos pueblos afro y las comunidades indígenas de todo el continente.

### Aportes y Legado
Carmen Inés Vásquez Camacho ha dejado una huella significativa en el ámbito de los derechos humanos y la cultura en Colombia. Su trabajo ha sido fundamental para la visibilización y promoción de la diversidad cultural del país, así como para la implementación de políticas inclusivas que buscan garantizar la igualdad de oportunidades para todos los ciudadanos.

### Reconocimientos
A lo largo de su carrera, Vásquez Camacho ha recibido diversos reconocimientos por su labor en la promoción de los derechos humanos y la gestión cultural. Su compromiso con la equidad y la inclusión sigue siendo un referente para muchos en Colombia.

### Vida personal
Carmen Inés Vásquez Camacho es madre de una hija y sigue residiendo en Colombia, donde continúa trabajando en proyectos relacionados con la cultura y los derechos humanos.